# (33403) 1999 CN73
1999 CN73 (asteroide 33403) é um asteroide da cintura principal. Possui uma excentricidade de 0.10229980 e uma inclinação de 4.33261º.
Este asteroide foi descoberto no dia 12 de fevereiro de 1999 por LINEAR em Socorro.